# باشگاه فوتبال آل سینتس یونایتد
باشگاه فوتبال آل سینتس یونایتد یک باشگاه فوتبال حرفه‌ای آنتیگوایی در لیگ برتر آنتیگوا و باربودا است. این باشگاه در سال ۱۹۹۶ تأسیس شد که در آن دو تیم محلی، وست‌ند پرسرز و اتراکرز، با هم متحد شدند. شعار این تیم این است: «وقتی اعتقاد راسخ جاری می‌شود، شجاعت عمیقی برای حفظ آن برمی‌خیزد.»